# 95.5 FM
95.5 FM é uma emissora de rádio brasileira sediada em Balneário Camboriú, cidade do estado de Santa Catarina. Opera no dial FM, na frequência 95,5 MHz (concessionada em Bombinhas), e é afiliada à Rede Aleluia. Pertence ao Grupo Roberto Castagnaro de Comunicação, que também controla a 98.9 FM (retransmissora da Rádio Deus É Amor) e as afiliadas da Mix FM em Florianópolis, Tijucas e Blumenau. Seus estúdios estão localizados no templo da Igreja Universal do Reino de Deus no bairro das Nações, e sua antena de transmissão está no alto do Morro da Ventura, em Porto Belo.

## História

### Mix FM (2008-2022)

Logotipo da emissora entre 2016 e 2022.

A permissão dos 88,5 MHz de Bombinhas foi outorgada pelo Ministério das Comunicações em 8 de agosto de 2002, após licitação vencida pelo Grupo Roberto Castagnaro de Comunicação. A emissora entrou no ar em 1.º de outubro de 2008, como Mix FM Litoral SC, sendo a segunda afiliada da rede no estado. Sua estreia oficial ocorreu em março de 2009, e o foco da sua programação estava orientado para Balneário Camboriú, no entanto, sua classe de operação demandava potência insuficiente para atender a região com sinal local, que se limitava a Bombinhas e Porto Belo, onde estava a torre de transmissão.
Nos anos seguintes, a emissora recebeu autorização da ANATEL para ampliar sua cobertura, mudando de frequência para os 95,5 MHz em fevereiro de 2011, e passando a ter classe A2 de operação. Em 2013, a Mix FM Litoral SC passou a operar com um novo transmissor de 3 kW, o que eliminou as áreas de sombra em Balneário Camboriú e aumentou sua cobertura também na capital Florianópolis. Em agosto de 2016, passou a operar com 10 kW de potência, ampliando seu raio de cobertura em até 70 km.
No início de 2022, a emissora migrou suas instalações de Bombinhas para Itapema, passando a funcionar no Edifício Arlindo Guilherme Corrêa, no bairro da Meia Praia. Com a mudança, a emissora passou a focar a região de expansão da Foz do Itajaí, que já era atendida em parte pela Mix FM Florianópolis (de Nova Trento), que havia passado a transmitir em 3 de janeiro.

### Rede Aleluia (2022-presente)
Em 9 de agosto, após 14 anos de operação da Mix FM na frequência, o Grupo Roberto Castagnaro de Comunicação arrendou a emissora para a Igreja Universal do Reino de Deus, e os 95.5 MHz passaram a retransmitir a programação da Rede Aleluia, o que fez a rede perder cobertura na Foz do Itajaí, que foi suprida pela Mix FM Florianópolis (que assumiu o nome Mix FM Litoral SC em 17 de agosto) na região de expansão e pela Mix FM Blumenau, cujo sinal alcança o núcleo metropolitano com áreas de sombra. Com a alteração, os estúdios da 95.5 FM deixaram a cidade de Itapema e foram instalados em um templo da igreja no bairro das Nações em Balneário Camboriú, de onde passaram a ser produzidos cultos e programas locais.